# Herpetotheres cachinnans
El halcón reidor (Herpetotheres cachinnans), también conocido como halcón guaco, halcón risueño, yacabó, guace, guacaba, valdivia y guaicurú, es una especie de ave falconiforme de la familia Falconidae distribuida desde el norte de México hasta el noroeste de Perú y norte de Argentina. En ciertos países se le conoce como «guaco», en relación con el fuerte sonido que emite.

## Características
Mide 53 cm de largo y pesa 600 g. Sus principales características son la cabeza y cuello blanco o blancuzco. Posee un dorsal color marrón oscuro, una máscara negra y ancha que le cubre las mejillas y le rodea la cabeza hasta detrás de la nuca. Sus ojos son oscuros, la cera y las patas amarillas. Su cuerpo es grueso y su cabeza grande, tiene alas cortas y redondeadas. La cola es larga y redondeada(estratificada), de color negro y blanco.

## Hábitat y comportamiento
Se puede encontrar en bosques y sabanas. Suele permanecer en las ramas de árboles altos, desde donde ubica a su presa, principalmente culebras, roedores y lagartijas, las cuales recoge de la vegetación. A las serpientes venenosas les corta la cabeza con su pico y luego se las come, proceso que se ha evidenciado puede durar alrededor de 23 minutos.
El nido lo ubica en huecos de árboles, acantilados, o en ocasiones anida sobre nidos abandonados de gavitines o caranchos. La hembra coloca un huevo blanco con manchas marrones. A la hora del nacimiento del pichón, esta nunca lo perderá de vista, quedando en alguna rama cercana en actitud vigilante, mientras el macho sale a cazar para alimentar a su pareja, la cual dará de comer al pichón. Usualmente los nidos son depredados por mamíferos.

El halcón reidor es un gran aliado para las aves más pequeñas, quienes agradecen su gusto por las culebras que depredan sus nidos, y también de los mismos hombres, ya que también se alimenta de serpientes venenosas. Suele andar solitario o en pareja. 

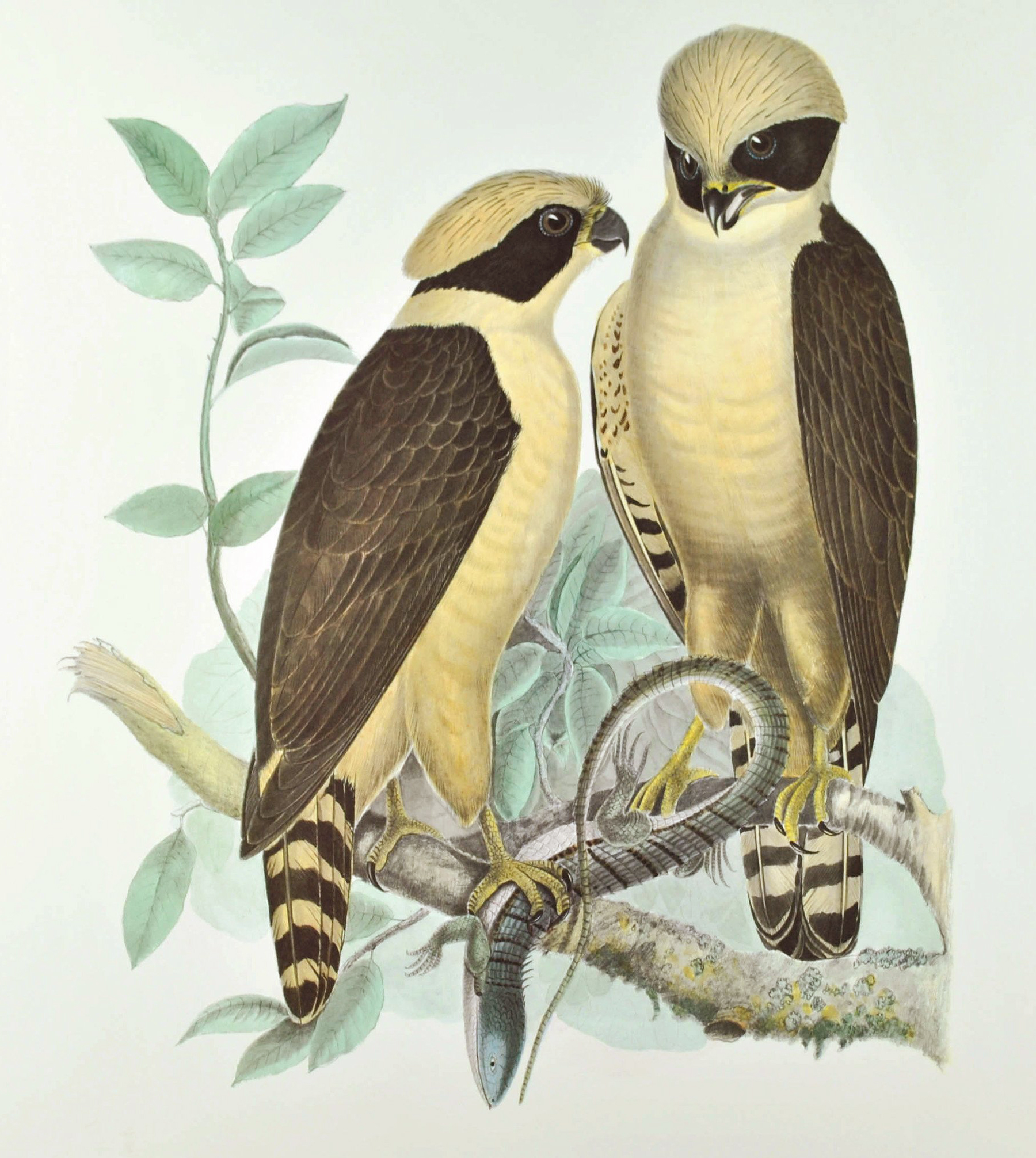
Dibujo de una pareja de halcones reidores con una presa.

## Etimología
Su nombre científico proviene de las palabras griegas herpeton "reptil" y theres "cazador". Su epíteto latino cachinnans significa "reír fuerte".

## Creencias populares
En el Ecuador y en Colombia,  continúan arraigadas creencias y supersticiones respecto al halcón reidor, conocido popularmente en Ecuador como valdivia o guacaba, en Colombia. Por considerarla fatídica y de “mal agüero”. En el campo mucha gente se atemoriza al escuchar cantar a la valdivia , que en su sonido gutural parece expresar “¡hueco va, hueco va!”, haciendo alusión a la muerte de una persona cercana.
En el caso de México desde la época prehispánica se consideraba un augurio su canto; fray Bernardino de Sahagún narra que el ave era llamada huactli (oactli) que podía ser bueno si se escuchaba como una risa que les parecía decir "yeccan, yeccan" (buen momento); pero si era más profundo su canto, creían que alguna desgracia les acontecería, incluso la muerte. Lo cual provocaba que al anochecer de ese día, realizaran ritos para mitigar el efecto negativo. En la actualidad en las comunidades mestizas es llamado «pájaro vaquero». 

## Subespecies

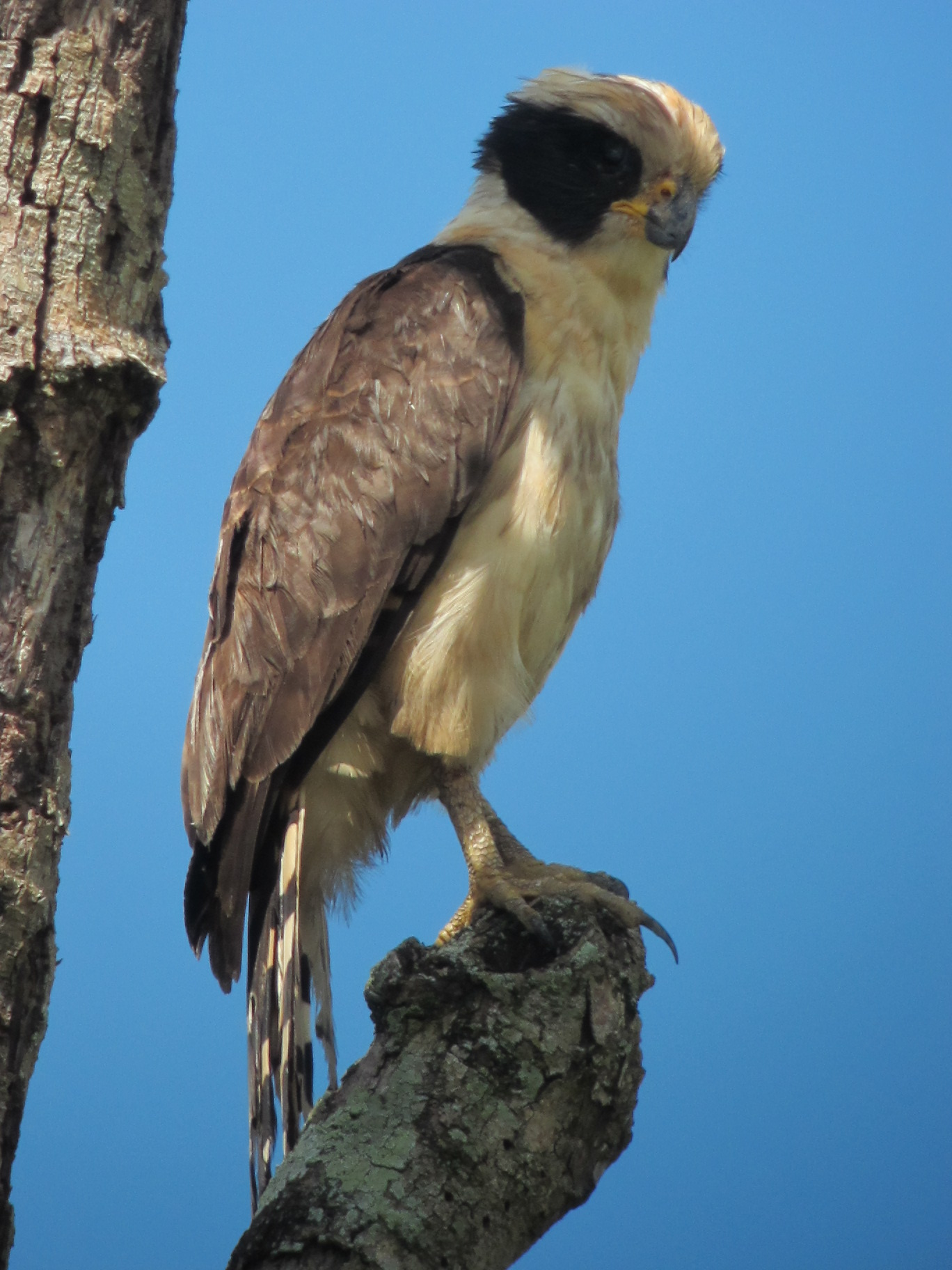
Halcón reidor.

Se reconocen tres subespecies de Herpetotheres cachinnans :
- Herpetotheres cachinnans chapmani - tierras bajas desde el norte de México a Honduras.
- Herpetotheres cachinnans cachinnans - de Nicaragua a Colombia, Guayana, Perú y centro de Brasil.
- Herpetotheres cachinnans queribundus - del este de Bolivia y Brasil a Paraguay y norte de Argentina.